# Christian Erhard Bagger
Christian Erhard Bagger (født 28. november 1807 i Lemvig, død 1. december 1880) var en dansk præst og politiker, far til J.H. Bagger.
Han var søn af distriktskirurg Eggert Christian Bagger (1768 – 14. januar 1812) og Claudine Margrethe Borgen (17. juni 1774 i Lyngå, Sabro – 28. november 1838), blev student fra Borgerdydskolen i København 1824, teologisk kandidat 1829. Han blev i 1834 sognepræst i Ræhr, Hansted og Vigsø Sogne og fra 1843 i Øster og Vester Assels Sogne. Fra 1857 til 1877 var han sognepræst i Øde Førslev Sogn.
Han blev valgt til Den Grundlovgivende Rigsforsamling som repræsentant for Thisted Amts 4. kreds (Nykøbing Mors) og stillede senere op til Folketinget ved valget den 31. maj 1865 i Sorø Amts 1. kreds (Ringsted), men måtte se sig slået af major Lauritz Michael von Müllen.
Han var gift 1. gang 1834 med Henriette Amalie Jacobsen (1810-1853), 2. gang 1859 med Erica Amalie Christiane Gøtzsche (1819-1881).